# Lijst van tweelingen
Dit artikel bevat een lijst van bekende tweelingen.

## Bekende tweelingen
- A
  - Halil en Hamit Altintop, Duits-Turkse voetballers
  - Wim en Hans Anker, advocaten
  - Sjota en Artsjil Arveladze, Georgische voetballers
  - Prins Nicolas en prins Aymeric van België
- B
  - Nikki en Brie Bella, fotomodellen en professionele worstelaars
  - Lars en Sven Bender, Duitse voetballers
  - Ronald en Frank de Boer, voetballers
  - Jonathan en Kevin Borlée, Belgische topatleten
  - Prinses Margarita en prins Jaime de Bourbon de Parme, kinderen van prinses Irene
  - Arnout en Sander Brinks, folkduo Tangarine
  - Chang en Eng Bunker, een Siamese tweeling die optrad als "freak show"-attractie
  - Lisa en Louise Burns, actrices uit de horror film The Shining
- C
  - Tim en Tom Coronel, autoracers
- D
  - Brittany en Cynthia Daniel, actrices uit Sweet Valley High
  - Kim Deal (gitarist van de rockgroep Pixies) en Kelley Deal (gitarist van The Breeders) zijn een identieke tweeling
  - De Dionne-vijfling, de eerste vijfling waarvan alle kinderen succesvol geboren werden en ook een lang leven leidden
  - Koen en Jos van der Donk, acteurs in de film De schippers van de Kameleon
  - Henrico en Jeroen Drost, Nederlandse voetballers
- E
  - Daan en Willem Ekkel, twee broers die bekend werden als presentatoren en acteurs
- F
  - Jonathan en Joshua Fatu, worstelaars die bekendstaan als The Usos
  - Kris en Frank Focketyn, acteurs
- G
  - Sens en Imme Gerritsen, Acteurs, vooral bekend als nieuwe Kameleon tweeling
  - Robin en Maurice Gibb, popzangers
  - Prins Vincent van Glücksborg en Prinses Josephine van Glücksborg
  - Jasper en Marius Gottlieb, acteurs
  - Lindsay en Sidney Greenbush, actrices die een rol deelden in Little House on the Prairie
  - Marcus & Martinus Gunnarsen, Noors popduo
  - Jason en Casey Guzak, acteurs uit de film Gummo
- H
  - José en Jean-Marie Happart, Belgische politici
  - Dean en David Holdsworth, Britse voetballers
  - Ava en Isabella Holmgren, Canadese wielrensters
  - Scott & Duke Huisman, acteurs in de Kameleon televisieserie
- K
  - Lech en Jarosław Kaczyński, Poolse politici
  - Bill en Tom Kaulitz van de popgroep Tokio Hotel
  - Ethan en Gavin Kent, acteurs uit o.a. Room 104, Nicky, Ricky, Dicky & Dawn en Raising Hope
  - René en Willy van de Kerkhof, voetballers
  - Brent en Shane Kinsman, acteurs uit Cheaper by the Dozen
  - Alfred Kossmann, romancier en Ernst Heinrich Kossmann, historicus
- L
  - Ruesha Littlejohn, voetbalster en Shebahn Aherne-Littlejohn, sportjournaliste en presentatrice
  - Kristine en Katrine Lunde, Noorse handbalspeelsters
- M
  - Benji en Joel Madden van de rockgroep Good Charlotte
  - Phil en Steve Mahre, Amerikaanse skiërs
  - Ross en Norris McWhirter, oprichters van het Guinness Book of Records
  - Tia en Tamera Mowry, actrices
  - Ronald en Michel Mulder, Nederlandse langebaanschaatsers
  - Jana en Sophia Münster, actrices uit Hanni & Nanni
- N
  - Dennis en Gérard de Nooijer, voetballers
- O
  - Mary-Kate en Ashley Olsen, actrices
  - Ferhan en Ferzan Önder, pianisten
  - Lisa en Jessica Origliasso, van de rockgroep The Veronicas
- P
  - Zakk & Xander Paradise, uit The Do-Over
  - Güher en Süher Pekinel, pianisten
  - James en Oliver Phelps, acteurs uit Harry Potter
  - Auguste en Jean Piccard, wetenschappers
  - Anton Pieck, Nederlandse tekenaar en Henri Pieck, kunstenaar
  - Rasa en Jolanta Polikevičiūtė, Litouwse wielrensters
- R
  - Liesbeth en Angelique Raeven, Nederlandse kunstenaars
  - Charlie en Craig Reid van de rockgroep The Proclaimers
  - Piet Römer, acteur, en Paul Römer, tv-regisseur
  - Harry en Angus Russell, Acteurs uit Sam Fox: Extreme Adventures
- S
  - Niek en Brent Schoemaker, acteurs uit Soof
  - Christina en Kathrin Schweinberger, Oostenrijkse wielrensters
  - Cole en Dylan Sprouse, acteurs
  - Jan Stekelenburg, televisiepresentator, en Johan Stekelenburg, politicus en leider vakcentrale
- T
  - Andrew en Edward Taft, acteurs uit de film Lord of the Flies
  - Tegan and Sara, rockband
- V
  - Amy & Shelley Vol, muziekgroep O'G3NE
  - Zlatko en Zoran Vujovic, Joegoslavische voetballers
- W
  - Mylène en Rosanne Waalewijn, zangeressen en jeugdactrices
  - Rod en Ray Wallace, Britse voetballers
  - Sanne en Lieke Wevers, turnsters
- Y
  - Simon en Adam Yates, Britse wielrenners

## Bekende helften van tweelingen
Er zijn ook tweelingen waarvan slechts één persoon beroemd is geworden
- Gerard Alsteens, de Belgische cartoonist die beter bekendstaat als "Gal" heeft nog een tweelingbroer, Edgard
- Jeroen van der Boom, zanger en presentator met tweelingzus Iris
- Henri Desgrange, stichter van de Ronde van Frankrijk, had een tweelingbroer
- Philip K. Dick, de Amerikaanse SF-schrijver, voelde zich zijn hele leven schuldig over het overlijden van zijn tweelingzusje, Jane Charlotte die een paar weken na de geboorte overleed
- Marlon Jackson, popzanger bekend van The Jackson Five, had een doodgeboren tweelingbroer, Brandon
- Scarlett Johansson, actrice met tweelingbroer Hunter
- Co de Kloet, Nederlandse journalist en politicus, was de mannelijke helft van een tweeling
- Knut, de bekende ijsbeer, had ook een doodgeboren tweelingbroertje
- Elisabeth Kübler-Ross, psychologe, maakte deel uit van een drieling
- Tess Milne, presentatrice met tweelingzus Lisa
- Alanis Morissette, zangeres met tweelingbroer Wade
- Olly Murs, zanger met tweelingbroer Ben
- Elvis Presleys tweelingbroer Jesse Garon werd dood geboren
- Arie Slob, Nederlands politicus, heeft een tweelingzus
- Liliana de Vries, actrice met tweelingzus Alicia
- Annemarie Worst, Nederlandse veldrijdster, heeft een tweelingzus
- Will Young, zanger met tweelingbroer Rupert

## Bekende fictieve tweelingen
- Annemieke en Rozemieke in Jommeke
- Atchi en Atcha, de Japanse tweeling in Jean Roba's stripreeks De Sliert.
- Patty en Selma Bouvier in The Simpsons
- CatDog
- Charles en Mambo, een Siamese tweeling in Duckman.
- Phil en Lil Deville in Rugrats
- Dipper en Mabel uit Gravity Falls, en hun ooms Stanley en Stanford.
- Dr. Evil en Austin Powers
- Farkle, Fergus en Felicia, de drielingkinderen van Shrek
- De Grady-tweeling in The Shining (in de roman is het een drieling).
- Lotte Goudriaan en Anna Grosalie in Tessa de Loos roman De Tweeling
- Alfred en Nestor Halambiek in het Kuifje-album De scepter van Ottokar
- He-Man en She-Ra
- De detectives Jansen en Janssen uit de verhalen van Kuifje worden soms een tweeling genoemd.
- Julius Hibbert en Bleeding Gums Murphy in The Simpsons
- The Katzenjammer Kids
- Sietse en Hielke Klinkhamer uit De Kameleon
- Saskia en Jeroen uit de gelijknamige boekenreeks van Jaap ter Haar
- Sherri en Terri in The Simpsons
- Luke Skywalker en Prinses Leia uit de film Star Wars. Leia's kinderen, Jaina Solo en Jacen Solo, zijn ook een tweeling.
- Viola en Sebastian in William Shakespeares stuk Twelfth Night
- Fred en George Wemel in Harry Potter
- Zack en Cody in The Suite Life of Zack & Cody (De acteurs zelf, Dylan en Cole Sprouse, zijn ook een tweeling).
- In heel wat Nero-albums, zoals Het Geheim van Bakkendoen, De Krabbekokers, Baringo, De Verschrikkelijke Tweeling, spelen tweelingen een hoofdrol. Meestal is een van de twee goed- en de andere kwaadaardig. In De Nero-tiekers treedt er ook een demonische drieling op.
- tweeling in Het dikke schrift, het eerste deel van de Tweelingentrilogie van Ágota Kristóf
- Marc en Bart Vertongen uit F.C. De Kampioenen (beide gespeeld door Herman Verbruggen)

## Bekende fictieve drielingen
- De zusjes Kriegel, de kwaadaardige drieling in de kinderboekenreeks van Marc de Bel
- Kwik, Kwek en Kwak, de neefjes van Donald Duck
- Lizzy, Juultje en Babetje, de nichtjes van Katrien Duck uit de strip Donald Duck
- Les Triplettes de Belleville
- De Drieling, Nederlandse vertaling van de boekenreeks Les tres bessones rond de meisjes Anna, Teresa en Helena. De personages waren gebaseerd op Capdevilla's eigen drielingdochters. Later werd de boekenserie ook tot een televisiereeks bewerkt.
- Duncan Quadras uit Ellendige avonturen maakt deel uit van een drieling, bestaande uit Isadora en Quibus.
- In het Suske en Wiske-album De schat van Beersel speelt een drieling een belangrijke rol.
- Anoop, Uma, Nabendu, Poonam, Priya, Sandeep, Sashi en Gheet Nahasapeemapetilon, de achtlingkinderen van Apu Nahasapeemapetilon en Manjula in The Simpsons.

## Bekende mythologische tweelingen
- Apollo en Artemis
- Castor en Pollux
- Jacob en Esau, Genesis 25:21-26
- Peres en Zerach, zonen van Tamar, Genesis 38:6-30
- Lava en Kusha, tweeling van Rama en Sita
- Kaïn en Abel - omdat er in Genesis 4:2 niet van een tweede zwangerschap wordt gesproken, wordt soms verondersteld dat ze tweelingbroers waren. Dit staat echter geenszins vast.
- Helena en Clytemnestra
- Herakles en Iphicles
- Romulus en Remus, legendarische stichters van Rome
- De Horatii en Curiatii, twee paar drielingen uit de Romeinse mythologie